# توماس تشاندلر
توماس تشاندلر (بالإنجليزية: Thomas Chandler (New Hampshire politician))‏ (و. 1772 – 1866 م) هو سياسي من الولايات المتحدة الأمريكية.
وهو عضو في الحزب الديمقراطي الأمريكي.